# Brembate di Sopra
Brembate di Sopra är en ort och kommun i provinsen Bergamo i regionen Lombardiet i Italien. Kommunen hade 7 852 invånare (2018).